# Tuberkulin
Tuberkulin je antigen, ki ga uporabljajo za diagnozo tuberkuloze. Infekcija z bakterijo, ki povzroča tuberkulozo (Mycobacterium tuberculosis), pogosto privede do občutljivosti na ta antigen. Tuberkulin je odkril nemški znanstvenik in zdravnik Robert Koch leta 1890.
Izvirni Kochov tuberkulin je bil glicerinski ekstrakt iz povzročitelja bolezni in so ga razvili kot zdravilo za tuberkulozo, vendar ni bilo učinkovito. Clemens von Pirquet je odkril, da pacienti, ki so predhodno prejeli injekcijo konjskega seruma ali   cepivo proti črnim kozam, hitreje in močneje reagirajo na drugo injekcijo enakega preparata. To preobčutljivostno reakcijo je poimenoval alergija. Kmalu zatem je von Pirquet odkril isti tip reakcije pri pacientih s tuberkulozo in tako je našel sredsto, ki je postalo znano kot tuberkulinski kožni test. V ZDA ga poznajo kot Mantouxov test, v Združenem kraljestvu pa kot Heafov test. Pri obeh testih uporabljajo prečiščen proteinski derivat (PPD), ki je derivat tuberkulina.